# Josh Gordon (réalisateur)
Pour les articles homonymes, voir Josh Gordon (homonymie) et Gordon.
Josh Gordon est un réalisateur, producteur et scénariste américain.
Travaillant en binôme avec Will Speck, il est surtout connu pour avoir coréalisé les films Les Rois du patin, Une famille très moderne et Joyeux Bordel !. Ils ont également été nommés pour un Academy Award pour leur court-métrage Culture et aux Emmy pour la série The Power Inside avec l'acteur Harvey Keitel.

## Biographie
Josh Gordon est né à New York. Son père, Jeffrey Gordon, est un avocat activiste politique et sa mère Anita Gordon, une infirmière. Il a déménagé à Berkeley en Californie, puis à Los Angeles où il a étudié à la Oakwood School. Il a étudié l'écriture et le cinéma au sein de la Tisch School of the Arts de l'université de New York.
À l'université, il fait la connaissance de Will Speck qui a grandi dans l'Ohio. Se liant d'amitié, les deux hommes travailleront dès lors ensemble. À la fin de leurs études à New-York, ils partent travailler à Los Angeles. Tout en faisant de petits boulots dans l'industrie cinématographique, ils s'associent en 1997 pour réaliser leurs premiers courts-métrages. Ils sortent ainsi Culture et Angry Boy ; les deux petits films sont primés au Chicago International Film Festival. Durant la même période, ils rencontrent la productrice Diane McCarter et quand elle fonde la société de production Furlined en 2005, ils la suivent. Travaillant depuis pour cette société, ils coréalisent des courts-métrages, des films ainsi que de nombreuses publicités.
Toujours avec Will Speck, il fait ses débuts de réalisateur avec la comédie Les Rois du patin (Blades of Glory), sorti en 2007. Ils y dirigent Will Ferrell, Jon Heder, Will Arnett ou encore Amy Poehler. C'est un succès critique et commercial avec près de 145 millions de dollars récoltés au box-office. La même année, ils participent à la réalisation, l'écriture et la production de la sitcom Cavemen,.
En 2010, Will Speck et Josh Gordon dirigent Jennifer Aniston et Jason Bateman dans la comédie romantique Une famille très moderne. Les critiques sont mitigées notamment sur le scénario. En 2013, ils réalisent le film interactif The Power Inside (en), nommé aux Daytime Emmy Awards pour sa nouvelle approche des séries dramatiques,.
Will Speck et Josh Gordon réalisent également de nombreuses publicités, dont la GEICO Cavemen pour GEICO (« So easy, a caveman could it do ») inspirée de Cavemen,.
En 2016, Will Speck et Josh Gordon dirigent deux épisodes de Flaked, puis une nouvelle comédie Joyeux Bordel ! avec notamment Jason Bateman et Jennifer Aniston,. En 2021, ils développent la série d'animation Hit-Monkey, d'après le personnage de Marvel du même nom,.
Ils réalisent ensuite le film musical Enzo le Croco (Lyle, Lyle, Crocodile) avec Shawn Mendes, sorti en 2022,. Ils s'essaient ensuite à la science-fiction avec Distant, prévu en 2023.

## Filmographie
Sauf indication contraire, les informations mentionnées dans cette section peuvent être confirmées par la base de données cinématographiques IMDb,  présente dans la section « Liens externes ».

### Réalisateur
- 1997 : Angry Boy (court métrage)
- 1997 : Culture (court métrage)
- 2007 : Les Rois du patin (Blades of Glory)
- 2007 : Cavemen (série TV) - 4 épisodes
- 2010 : Une famille très moderne ( The Switch)
- 2013 : The Power Inside (en) (film interactif en 6 épisodes)
- 2016 : Flaked (série TV) - 2 épisodes
- 2016 : Joyeux Bordel ! (Office Christmas Party)
- 2018 : Farmers Insurance: Vengeful Vermin (TV)
- 2021 : Hit-Monkey (série TV) - 1 épisode
- 2022 : Enzo le Croco (Lyle, Lyle, Crocodile)
- 2024 : Long Distance (Distant)

### Scénariste
- 1997 : Culture (court métrage)
- 2007 : Cavemen (série TV) - 3 épisodes (également créateur de la série)
- 2021 : Hit-Monkey (série TV) - 1 épisode (également créateur de la série)

### Producteur
- 2007 : Cavemen (série TV) - 3 épisodes
- 2013 : The Power Inside (en)
- 2016 : Joyeux Bordel ! (Office Christmas Party)
- 2021 : Hit-Monkey (série TV) - 10 épisodes
- 2022 : Enzo le Croco (Lyle, Lyle, Crocodile)
- 2024 : Long Distance (Distant)